# Chřestotvaré
Chřestotvaré (Asparagales), zvané také chřestokvěté, jsou velkým řádem jednoděložných rostlin. Zástupci tohoto řádu se vyvinuli ve střední křídě.

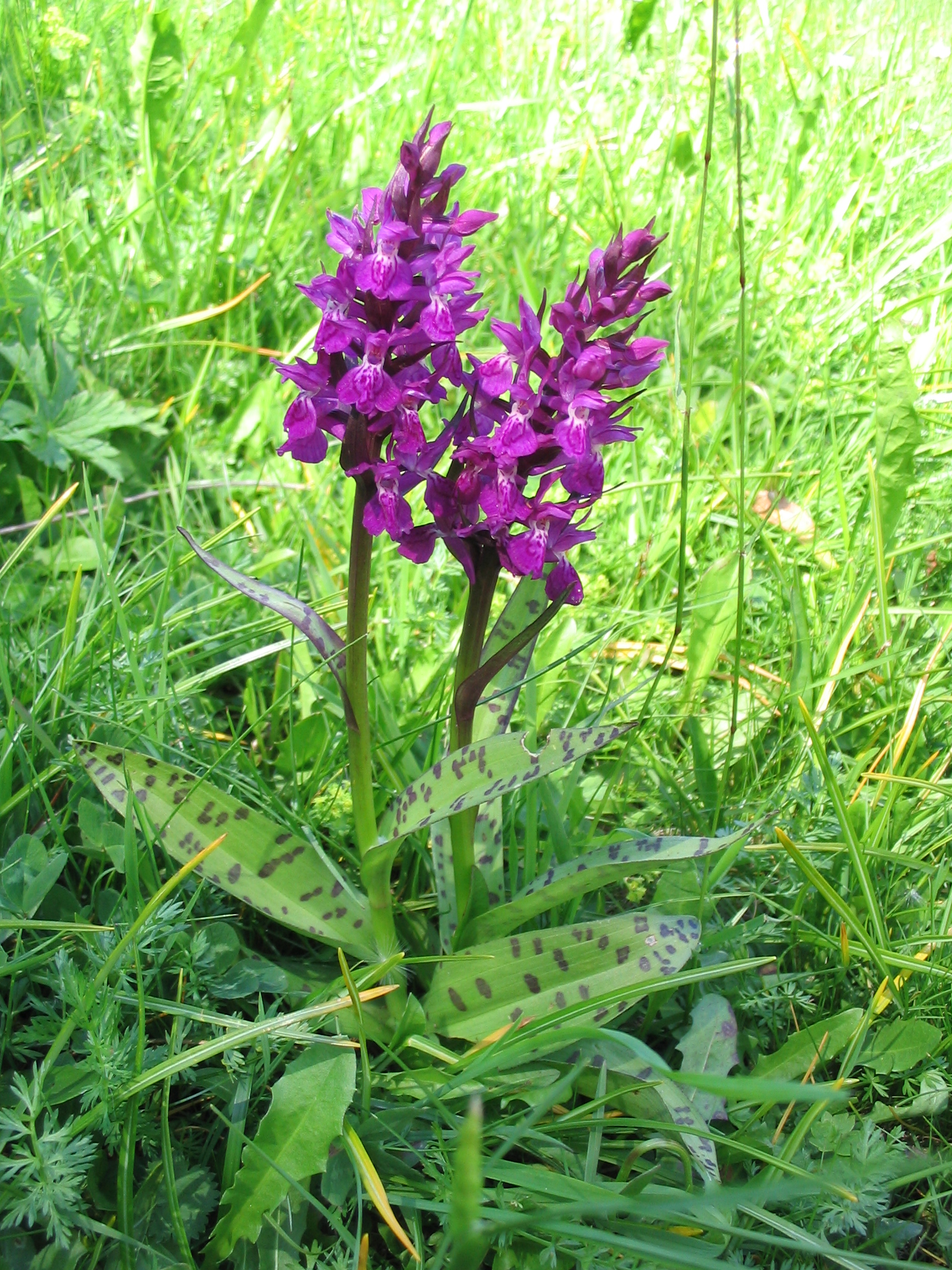
Prstnatec májový (Dactylorhiza majalis)

## Pojetí řádu
Pojetí řádu se v průběhu vývoje systematiky značně měnilo. Starší taxonomické systémy řád neznaly a velkou část zástupců řadily do široce pojaté čeledi liliovité (Liliaceae). Některé novější systémy, jako např. Tachtadžjanův systém mají řád mnohem úžeji pojatý a rozlišují ještě další jako Orchidales, Amaryllidales atd., jiné jako třeba Cronquistův systém ho neznají vůbec. Podle systému APG II sem patří zhruba 14-25 čeledí, podle toho, jak jsou čeledi pojaté; asi 1122 rodů a 26000 druhů (velkou většinu z toho však zabírají vstavačovité).

## Systém
|  | Lanariaceae                                                                             |
|  |                                                                                         |
|  | \| \| bičulovité (Asteliaceae) \| \| \| \| \| \| tvrzeňovité (Hypoxidaceae) \| \| \| \| |
|  |                                                                                         |
|  | bičulovité (Asteliaceae)                                                                |
|  |                                                                                         |
|  | tvrzeňovité (Hypoxidaceae)                                                              |
|  |                                                                                         |

|  | bičulovité (Asteliaceae)   |
|  |                            |
|  | tvrzeňovité (Hypoxidaceae) |
|  |                            |

|  | Lanariaceae                                                                             |
|  |                                                                                         |
|  | \| \| bičulovité (Asteliaceae) \| \| \| \| \| \| tvrzeňovité (Hypoxidaceae) \| \| \| \| |
|  |                                                                                         |
|  | bičulovité (Asteliaceae)                                                                |
|  |                                                                                         |
|  | tvrzeňovité (Hypoxidaceae)                                                              |
|  |                                                                                         |

|  | bičulovité (Asteliaceae)   |
|  |                            |
|  | tvrzeňovité (Hypoxidaceae) |
|  |                            |

|  | Lanariaceae                                                                             |
|  |                                                                                         |
|  | \| \| bičulovité (Asteliaceae) \| \| \| \| \| \| tvrzeňovité (Hypoxidaceae) \| \| \| \| |
|  |                                                                                         |
|  | bičulovité (Asteliaceae)                                                                |
|  |                                                                                         |
|  | tvrzeňovité (Hypoxidaceae)                                                              |
|  |                                                                                         |

|  | bičulovité (Asteliaceae)   |
|  |                            |
|  | tvrzeňovité (Hypoxidaceae) |
|  |                            |

|  | Lanariaceae                                                                             |
|  |                                                                                         |
|  | \| \| bičulovité (Asteliaceae) \| \| \| \| \| \| tvrzeňovité (Hypoxidaceae) \| \| \| \| |
|  |                                                                                         |
|  | bičulovité (Asteliaceae)                                                                |
|  |                                                                                         |
|  | tvrzeňovité (Hypoxidaceae)                                                              |
|  |                                                                                         |

|  | bičulovité (Asteliaceae)   |
|  |                            |
|  | tvrzeňovité (Hypoxidaceae) |
|  |                            |

|  | ixiolirionovité (Ixioliriaceae)  |
|  |                                  |
|  | šafránovcovité (Tecophilaeaceae) |
|  |                                  |

|  | asfodelovité (Asphodelaceae)                                                                 |
|  |                                                                                              |
|  | \| \| amarylkovité (Amaryllidaceae) \| \| \| \| \| \| chřestovité (Asparagaceae) \| \| \| \| |
|  |                                                                                              |
|  | amarylkovité (Amaryllidaceae)                                                                |
|  |                                                                                              |
|  | chřestovité (Asparagaceae)                                                                   |
|  |                                                                                              |

|  | amarylkovité (Amaryllidaceae) |
|  |                               |
|  | chřestovité (Asparagaceae)    |
|  |                               |

|  | asfodelovité (Asphodelaceae)                                                                 |
|  |                                                                                              |
|  | \| \| amarylkovité (Amaryllidaceae) \| \| \| \| \| \| chřestovité (Asparagaceae) \| \| \| \| |
|  |                                                                                              |
|  | amarylkovité (Amaryllidaceae)                                                                |
|  |                                                                                              |
|  | chřestovité (Asparagaceae)                                                                   |
|  |                                                                                              |

|  | amarylkovité (Amaryllidaceae) |
|  |                               |
|  | chřestovité (Asparagaceae)    |
|  |                               |

|  | asfodelovité (Asphodelaceae)                                                                 |
|  |                                                                                              |
|  | \| \| amarylkovité (Amaryllidaceae) \| \| \| \| \| \| chřestovité (Asparagaceae) \| \| \| \| |
|  |                                                                                              |
|  | amarylkovité (Amaryllidaceae)                                                                |
|  |                                                                                              |
|  | chřestovité (Asparagaceae)                                                                   |
|  |                                                                                              |

|  | amarylkovité (Amaryllidaceae) |
|  |                               |
|  | chřestovité (Asparagaceae)    |
|  |                               |

|  | asfodelovité (Asphodelaceae)                                                                 |
|  |                                                                                              |
|  | \| \| amarylkovité (Amaryllidaceae) \| \| \| \| \| \| chřestovité (Asparagaceae) \| \| \| \| |
|  |                                                                                              |
|  | amarylkovité (Amaryllidaceae)                                                                |
|  |                                                                                              |
|  | chřestovité (Asparagaceae)                                                                   |
|  |                                                                                              |

|  | amarylkovité (Amaryllidaceae) |
|  |                               |
|  | chřestovité (Asparagaceae)    |
|  |                               |

|  | asfodelovité (Asphodelaceae)                                                                 |
|  |                                                                                              |
|  | \| \| amarylkovité (Amaryllidaceae) \| \| \| \| \| \| chřestovité (Asparagaceae) \| \| \| \| |
|  |                                                                                              |
|  | amarylkovité (Amaryllidaceae)                                                                |
|  |                                                                                              |
|  | chřestovité (Asparagaceae)                                                                   |
|  |                                                                                              |

|  | amarylkovité (Amaryllidaceae) |
|  |                               |
|  | chřestovité (Asparagaceae)    |
|  |                               |

|  | asfodelovité (Asphodelaceae)                                                                 |
|  |                                                                                              |
|  | \| \| amarylkovité (Amaryllidaceae) \| \| \| \| \| \| chřestovité (Asparagaceae) \| \| \| \| |
|  |                                                                                              |
|  | amarylkovité (Amaryllidaceae)                                                                |
|  |                                                                                              |
|  | chřestovité (Asparagaceae)                                                                   |
|  |                                                                                              |

|  | amarylkovité (Amaryllidaceae) |
|  |                               |
|  | chřestovité (Asparagaceae)    |
|  |                               |

|  | asfodelovité (Asphodelaceae)                                                                 |
|  |                                                                                              |
|  | \| \| amarylkovité (Amaryllidaceae) \| \| \| \| \| \| chřestovité (Asparagaceae) \| \| \| \| |
|  |                                                                                              |
|  | amarylkovité (Amaryllidaceae)                                                                |
|  |                                                                                              |
|  | chřestovité (Asparagaceae)                                                                   |
|  |                                                                                              |

|  | amarylkovité (Amaryllidaceae) |
|  |                               |
|  | chřestovité (Asparagaceae)    |
|  |                               |

|  | asfodelovité (Asphodelaceae)                                                                 |
|  |                                                                                              |
|  | \| \| amarylkovité (Amaryllidaceae) \| \| \| \| \| \| chřestovité (Asparagaceae) \| \| \| \| |
|  |                                                                                              |
|  | amarylkovité (Amaryllidaceae)                                                                |
|  |                                                                                              |
|  | chřestovité (Asparagaceae)                                                                   |
|  |                                                                                              |

|  | amarylkovité (Amaryllidaceae) |
|  |                               |
|  | chřestovité (Asparagaceae)    |
|  |                               |

|  | ixiolirionovité (Ixioliriaceae)  |
|  |                                  |
|  | šafránovcovité (Tecophilaeaceae) |
|  |                                  |

|  | asfodelovité (Asphodelaceae)                                                                 |
|  |                                                                                              |
|  | \| \| amarylkovité (Amaryllidaceae) \| \| \| \| \| \| chřestovité (Asparagaceae) \| \| \| \| |
|  |                                                                                              |
|  | amarylkovité (Amaryllidaceae)                                                                |
|  |                                                                                              |
|  | chřestovité (Asparagaceae)                                                                   |
|  |                                                                                              |

|  | amarylkovité (Amaryllidaceae) |
|  |                               |
|  | chřestovité (Asparagaceae)    |
|  |                               |

|  | asfodelovité (Asphodelaceae)                                                                 |
|  |                                                                                              |
|  | \| \| amarylkovité (Amaryllidaceae) \| \| \| \| \| \| chřestovité (Asparagaceae) \| \| \| \| |
|  |                                                                                              |
|  | amarylkovité (Amaryllidaceae)                                                                |
|  |                                                                                              |
|  | chřestovité (Asparagaceae)                                                                   |
|  |                                                                                              |

|  | amarylkovité (Amaryllidaceae) |
|  |                               |
|  | chřestovité (Asparagaceae)    |
|  |                               |

|  | asfodelovité (Asphodelaceae)                                                                 |
|  |                                                                                              |
|  | \| \| amarylkovité (Amaryllidaceae) \| \| \| \| \| \| chřestovité (Asparagaceae) \| \| \| \| |
|  |                                                                                              |
|  | amarylkovité (Amaryllidaceae)                                                                |
|  |                                                                                              |
|  | chřestovité (Asparagaceae)                                                                   |
|  |                                                                                              |

|  | amarylkovité (Amaryllidaceae) |
|  |                               |
|  | chřestovité (Asparagaceae)    |
|  |                               |

|  | asfodelovité (Asphodelaceae)                                                                 |
|  |                                                                                              |
|  | \| \| amarylkovité (Amaryllidaceae) \| \| \| \| \| \| chřestovité (Asparagaceae) \| \| \| \| |
|  |                                                                                              |
|  | amarylkovité (Amaryllidaceae)                                                                |
|  |                                                                                              |
|  | chřestovité (Asparagaceae)                                                                   |
|  |                                                                                              |

|  | amarylkovité (Amaryllidaceae) |
|  |                               |
|  | chřestovité (Asparagaceae)    |
|  |                               |

|  | asfodelovité (Asphodelaceae)                                                                 |
|  |                                                                                              |
|  | \| \| amarylkovité (Amaryllidaceae) \| \| \| \| \| \| chřestovité (Asparagaceae) \| \| \| \| |
|  |                                                                                              |
|  | amarylkovité (Amaryllidaceae)                                                                |
|  |                                                                                              |
|  | chřestovité (Asparagaceae)                                                                   |
|  |                                                                                              |

|  | amarylkovité (Amaryllidaceae) |
|  |                               |
|  | chřestovité (Asparagaceae)    |
|  |                               |

|  | asfodelovité (Asphodelaceae)                                                                 |
|  |                                                                                              |
|  | \| \| amarylkovité (Amaryllidaceae) \| \| \| \| \| \| chřestovité (Asparagaceae) \| \| \| \| |
|  |                                                                                              |
|  | amarylkovité (Amaryllidaceae)                                                                |
|  |                                                                                              |
|  | chřestovité (Asparagaceae)                                                                   |
|  |                                                                                              |

|  | amarylkovité (Amaryllidaceae) |
|  |                               |
|  | chřestovité (Asparagaceae)    |
|  |                               |

|  | asfodelovité (Asphodelaceae)                                                                 |
|  |                                                                                              |
|  | \| \| amarylkovité (Amaryllidaceae) \| \| \| \| \| \| chřestovité (Asparagaceae) \| \| \| \| |
|  |                                                                                              |
|  | amarylkovité (Amaryllidaceae)                                                                |
|  |                                                                                              |
|  | chřestovité (Asparagaceae)                                                                   |
|  |                                                                                              |

|  | amarylkovité (Amaryllidaceae) |
|  |                               |
|  | chřestovité (Asparagaceae)    |
|  |                               |

|  | asfodelovité (Asphodelaceae)                                                                 |
|  |                                                                                              |
|  | \| \| amarylkovité (Amaryllidaceae) \| \| \| \| \| \| chřestovité (Asparagaceae) \| \| \| \| |
|  |                                                                                              |
|  | amarylkovité (Amaryllidaceae)                                                                |
|  |                                                                                              |
|  | chřestovité (Asparagaceae)                                                                   |
|  |                                                                                              |

|  | amarylkovité (Amaryllidaceae) |
|  |                               |
|  | chřestovité (Asparagaceae)    |
|  |                               |

|  | Lanariaceae                                                                             |
|  |                                                                                         |
|  | \| \| bičulovité (Asteliaceae) \| \| \| \| \| \| tvrzeňovité (Hypoxidaceae) \| \| \| \| |
|  |                                                                                         |
|  | bičulovité (Asteliaceae)                                                                |
|  |                                                                                         |
|  | tvrzeňovité (Hypoxidaceae)                                                              |
|  |                                                                                         |

|  | bičulovité (Asteliaceae)   |
|  |                            |
|  | tvrzeňovité (Hypoxidaceae) |
|  |                            |

|  | Lanariaceae                                                                             |
|  |                                                                                         |
|  | \| \| bičulovité (Asteliaceae) \| \| \| \| \| \| tvrzeňovité (Hypoxidaceae) \| \| \| \| |
|  |                                                                                         |
|  | bičulovité (Asteliaceae)                                                                |
|  |                                                                                         |
|  | tvrzeňovité (Hypoxidaceae)                                                              |
|  |                                                                                         |

|  | bičulovité (Asteliaceae)   |
|  |                            |
|  | tvrzeňovité (Hypoxidaceae) |
|  |                            |

|  | Lanariaceae                                                                             |
|  |                                                                                         |
|  | \| \| bičulovité (Asteliaceae) \| \| \| \| \| \| tvrzeňovité (Hypoxidaceae) \| \| \| \| |
|  |                                                                                         |
|  | bičulovité (Asteliaceae)                                                                |
|  |                                                                                         |
|  | tvrzeňovité (Hypoxidaceae)                                                              |
|  |                                                                                         |

|  | bičulovité (Asteliaceae)   |
|  |                            |
|  | tvrzeňovité (Hypoxidaceae) |
|  |                            |

|  | Lanariaceae                                                                             |
|  |                                                                                         |
|  | \| \| bičulovité (Asteliaceae) \| \| \| \| \| \| tvrzeňovité (Hypoxidaceae) \| \| \| \| |
|  |                                                                                         |
|  | bičulovité (Asteliaceae)                                                                |
|  |                                                                                         |
|  | tvrzeňovité (Hypoxidaceae)                                                              |
|  |                                                                                         |

|  | bičulovité (Asteliaceae)   |
|  |                            |
|  | tvrzeňovité (Hypoxidaceae) |
|  |                            |

|  | ixiolirionovité (Ixioliriaceae)  |
|  |                                  |
|  | šafránovcovité (Tecophilaeaceae) |
|  |                                  |

|  | asfodelovité (Asphodelaceae)                                                                 |
|  |                                                                                              |
|  | \| \| amarylkovité (Amaryllidaceae) \| \| \| \| \| \| chřestovité (Asparagaceae) \| \| \| \| |
|  |                                                                                              |
|  | amarylkovité (Amaryllidaceae)                                                                |
|  |                                                                                              |
|  | chřestovité (Asparagaceae)                                                                   |
|  |                                                                                              |

|  | amarylkovité (Amaryllidaceae) |
|  |                               |
|  | chřestovité (Asparagaceae)    |
|  |                               |

|  | asfodelovité (Asphodelaceae)                                                                 |
|  |                                                                                              |
|  | \| \| amarylkovité (Amaryllidaceae) \| \| \| \| \| \| chřestovité (Asparagaceae) \| \| \| \| |
|  |                                                                                              |
|  | amarylkovité (Amaryllidaceae)                                                                |
|  |                                                                                              |
|  | chřestovité (Asparagaceae)                                                                   |
|  |                                                                                              |

|  | amarylkovité (Amaryllidaceae) |
|  |                               |
|  | chřestovité (Asparagaceae)    |
|  |                               |

|  | asfodelovité (Asphodelaceae)                                                                 |
|  |                                                                                              |
|  | \| \| amarylkovité (Amaryllidaceae) \| \| \| \| \| \| chřestovité (Asparagaceae) \| \| \| \| |
|  |                                                                                              |
|  | amarylkovité (Amaryllidaceae)                                                                |
|  |                                                                                              |
|  | chřestovité (Asparagaceae)                                                                   |
|  |                                                                                              |

|  | amarylkovité (Amaryllidaceae) |
|  |                               |
|  | chřestovité (Asparagaceae)    |
|  |                               |

|  | asfodelovité (Asphodelaceae)                                                                 |
|  |                                                                                              |
|  | \| \| amarylkovité (Amaryllidaceae) \| \| \| \| \| \| chřestovité (Asparagaceae) \| \| \| \| |
|  |                                                                                              |
|  | amarylkovité (Amaryllidaceae)                                                                |
|  |                                                                                              |
|  | chřestovité (Asparagaceae)                                                                   |
|  |                                                                                              |

|  | amarylkovité (Amaryllidaceae) |
|  |                               |
|  | chřestovité (Asparagaceae)    |
|  |                               |

|  | asfodelovité (Asphodelaceae)                                                                 |
|  |                                                                                              |
|  | \| \| amarylkovité (Amaryllidaceae) \| \| \| \| \| \| chřestovité (Asparagaceae) \| \| \| \| |
|  |                                                                                              |
|  | amarylkovité (Amaryllidaceae)                                                                |
|  |                                                                                              |
|  | chřestovité (Asparagaceae)                                                                   |
|  |                                                                                              |

|  | amarylkovité (Amaryllidaceae) |
|  |                               |
|  | chřestovité (Asparagaceae)    |
|  |                               |

|  | asfodelovité (Asphodelaceae)                                                                 |
|  |                                                                                              |
|  | \| \| amarylkovité (Amaryllidaceae) \| \| \| \| \| \| chřestovité (Asparagaceae) \| \| \| \| |
|  |                                                                                              |
|  | amarylkovité (Amaryllidaceae)                                                                |
|  |                                                                                              |
|  | chřestovité (Asparagaceae)                                                                   |
|  |                                                                                              |

|  | amarylkovité (Amaryllidaceae) |
|  |                               |
|  | chřestovité (Asparagaceae)    |
|  |                               |

|  | asfodelovité (Asphodelaceae)                                                                 |
|  |                                                                                              |
|  | \| \| amarylkovité (Amaryllidaceae) \| \| \| \| \| \| chřestovité (Asparagaceae) \| \| \| \| |
|  |                                                                                              |
|  | amarylkovité (Amaryllidaceae)                                                                |
|  |                                                                                              |
|  | chřestovité (Asparagaceae)                                                                   |
|  |                                                                                              |

|  | amarylkovité (Amaryllidaceae) |
|  |                               |
|  | chřestovité (Asparagaceae)    |
|  |                               |

|  | asfodelovité (Asphodelaceae)                                                                 |
|  |                                                                                              |
|  | \| \| amarylkovité (Amaryllidaceae) \| \| \| \| \| \| chřestovité (Asparagaceae) \| \| \| \| |
|  |                                                                                              |
|  | amarylkovité (Amaryllidaceae)                                                                |
|  |                                                                                              |
|  | chřestovité (Asparagaceae)                                                                   |
|  |                                                                                              |

|  | amarylkovité (Amaryllidaceae) |
|  |                               |
|  | chřestovité (Asparagaceae)    |
|  |                               |

|  | ixiolirionovité (Ixioliriaceae)  |
|  |                                  |
|  | šafránovcovité (Tecophilaeaceae) |
|  |                                  |

|  | asfodelovité (Asphodelaceae)                                                                 |
|  |                                                                                              |
|  | \| \| amarylkovité (Amaryllidaceae) \| \| \| \| \| \| chřestovité (Asparagaceae) \| \| \| \| |
|  |                                                                                              |
|  | amarylkovité (Amaryllidaceae)                                                                |
|  |                                                                                              |
|  | chřestovité (Asparagaceae)                                                                   |
|  |                                                                                              |

|  | amarylkovité (Amaryllidaceae) |
|  |                               |
|  | chřestovité (Asparagaceae)    |
|  |                               |

|  | asfodelovité (Asphodelaceae)                                                                 |
|  |                                                                                              |
|  | \| \| amarylkovité (Amaryllidaceae) \| \| \| \| \| \| chřestovité (Asparagaceae) \| \| \| \| |
|  |                                                                                              |
|  | amarylkovité (Amaryllidaceae)                                                                |
|  |                                                                                              |
|  | chřestovité (Asparagaceae)                                                                   |
|  |                                                                                              |

|  | amarylkovité (Amaryllidaceae) |
|  |                               |
|  | chřestovité (Asparagaceae)    |
|  |                               |

|  | asfodelovité (Asphodelaceae)                                                                 |
|  |                                                                                              |
|  | \| \| amarylkovité (Amaryllidaceae) \| \| \| \| \| \| chřestovité (Asparagaceae) \| \| \| \| |
|  |                                                                                              |
|  | amarylkovité (Amaryllidaceae)                                                                |
|  |                                                                                              |
|  | chřestovité (Asparagaceae)                                                                   |
|  |                                                                                              |

|  | amarylkovité (Amaryllidaceae) |
|  |                               |
|  | chřestovité (Asparagaceae)    |
|  |                               |

|  | asfodelovité (Asphodelaceae)                                                                 |
|  |                                                                                              |
|  | \| \| amarylkovité (Amaryllidaceae) \| \| \| \| \| \| chřestovité (Asparagaceae) \| \| \| \| |
|  |                                                                                              |
|  | amarylkovité (Amaryllidaceae)                                                                |
|  |                                                                                              |
|  | chřestovité (Asparagaceae)                                                                   |
|  |                                                                                              |

|  | amarylkovité (Amaryllidaceae) |
|  |                               |
|  | chřestovité (Asparagaceae)    |
|  |                               |

|  | asfodelovité (Asphodelaceae)                                                                 |
|  |                                                                                              |
|  | \| \| amarylkovité (Amaryllidaceae) \| \| \| \| \| \| chřestovité (Asparagaceae) \| \| \| \| |
|  |                                                                                              |
|  | amarylkovité (Amaryllidaceae)                                                                |
|  |                                                                                              |
|  | chřestovité (Asparagaceae)                                                                   |
|  |                                                                                              |

|  | amarylkovité (Amaryllidaceae) |
|  |                               |
|  | chřestovité (Asparagaceae)    |
|  |                               |

|  | asfodelovité (Asphodelaceae)                                                                 |
|  |                                                                                              |
|  | \| \| amarylkovité (Amaryllidaceae) \| \| \| \| \| \| chřestovité (Asparagaceae) \| \| \| \| |
|  |                                                                                              |
|  | amarylkovité (Amaryllidaceae)                                                                |
|  |                                                                                              |
|  | chřestovité (Asparagaceae)                                                                   |
|  |                                                                                              |

|  | amarylkovité (Amaryllidaceae) |
|  |                               |
|  | chřestovité (Asparagaceae)    |
|  |                               |

|  | asfodelovité (Asphodelaceae)                                                                 |
|  |                                                                                              |
|  | \| \| amarylkovité (Amaryllidaceae) \| \| \| \| \| \| chřestovité (Asparagaceae) \| \| \| \| |
|  |                                                                                              |
|  | amarylkovité (Amaryllidaceae)                                                                |
|  |                                                                                              |
|  | chřestovité (Asparagaceae)                                                                   |
|  |                                                                                              |

|  | amarylkovité (Amaryllidaceae) |
|  |                               |
|  | chřestovité (Asparagaceae)    |
|  |                               |

|  | asfodelovité (Asphodelaceae)                                                                 |
|  |                                                                                              |
|  | \| \| amarylkovité (Amaryllidaceae) \| \| \| \| \| \| chřestovité (Asparagaceae) \| \| \| \| |
|  |                                                                                              |
|  | amarylkovité (Amaryllidaceae)                                                                |
|  |                                                                                              |
|  | chřestovité (Asparagaceae)                                                                   |
|  |                                                                                              |

|  | amarylkovité (Amaryllidaceae) |
|  |                               |
|  | chřestovité (Asparagaceae)    |
|  |                               |

|  | Lanariaceae                                                                             |
|  |                                                                                         |
|  | \| \| bičulovité (Asteliaceae) \| \| \| \| \| \| tvrzeňovité (Hypoxidaceae) \| \| \| \| |
|  |                                                                                         |
|  | bičulovité (Asteliaceae)                                                                |
|  |                                                                                         |
|  | tvrzeňovité (Hypoxidaceae)                                                              |
|  |                                                                                         |

|  | bičulovité (Asteliaceae)   |
|  |                            |
|  | tvrzeňovité (Hypoxidaceae) |
|  |                            |

|  | Lanariaceae                                                                             |
|  |                                                                                         |
|  | \| \| bičulovité (Asteliaceae) \| \| \| \| \| \| tvrzeňovité (Hypoxidaceae) \| \| \| \| |
|  |                                                                                         |
|  | bičulovité (Asteliaceae)                                                                |
|  |                                                                                         |
|  | tvrzeňovité (Hypoxidaceae)                                                              |
|  |                                                                                         |

|  | bičulovité (Asteliaceae)   |
|  |                            |
|  | tvrzeňovité (Hypoxidaceae) |
|  |                            |

|  | Lanariaceae                                                                             |
|  |                                                                                         |
|  | \| \| bičulovité (Asteliaceae) \| \| \| \| \| \| tvrzeňovité (Hypoxidaceae) \| \| \| \| |
|  |                                                                                         |
|  | bičulovité (Asteliaceae)                                                                |
|  |                                                                                         |
|  | tvrzeňovité (Hypoxidaceae)                                                              |
|  |                                                                                         |

|  | bičulovité (Asteliaceae)   |
|  |                            |
|  | tvrzeňovité (Hypoxidaceae) |
|  |                            |

|  | Lanariaceae                                                                             |
|  |                                                                                         |
|  | \| \| bičulovité (Asteliaceae) \| \| \| \| \| \| tvrzeňovité (Hypoxidaceae) \| \| \| \| |
|  |                                                                                         |
|  | bičulovité (Asteliaceae)                                                                |
|  |                                                                                         |
|  | tvrzeňovité (Hypoxidaceae)                                                              |
|  |                                                                                         |

|  | bičulovité (Asteliaceae)   |
|  |                            |
|  | tvrzeňovité (Hypoxidaceae) |
|  |                            |

|  | ixiolirionovité (Ixioliriaceae)  |
|  |                                  |
|  | šafránovcovité (Tecophilaeaceae) |
|  |                                  |

|  | asfodelovité (Asphodelaceae)                                                                 |
|  |                                                                                              |
|  | \| \| amarylkovité (Amaryllidaceae) \| \| \| \| \| \| chřestovité (Asparagaceae) \| \| \| \| |
|  |                                                                                              |
|  | amarylkovité (Amaryllidaceae)                                                                |
|  |                                                                                              |
|  | chřestovité (Asparagaceae)                                                                   |
|  |                                                                                              |

|  | amarylkovité (Amaryllidaceae) |
|  |                               |
|  | chřestovité (Asparagaceae)    |
|  |                               |

|  | asfodelovité (Asphodelaceae)                                                                 |
|  |                                                                                              |
|  | \| \| amarylkovité (Amaryllidaceae) \| \| \| \| \| \| chřestovité (Asparagaceae) \| \| \| \| |
|  |                                                                                              |
|  | amarylkovité (Amaryllidaceae)                                                                |
|  |                                                                                              |
|  | chřestovité (Asparagaceae)                                                                   |
|  |                                                                                              |

|  | amarylkovité (Amaryllidaceae) |
|  |                               |
|  | chřestovité (Asparagaceae)    |
|  |                               |

|  | asfodelovité (Asphodelaceae)                                                                 |
|  |                                                                                              |
|  | \| \| amarylkovité (Amaryllidaceae) \| \| \| \| \| \| chřestovité (Asparagaceae) \| \| \| \| |
|  |                                                                                              |
|  | amarylkovité (Amaryllidaceae)                                                                |
|  |                                                                                              |
|  | chřestovité (Asparagaceae)                                                                   |
|  |                                                                                              |

|  | amarylkovité (Amaryllidaceae) |
|  |                               |
|  | chřestovité (Asparagaceae)    |
|  |                               |

|  | asfodelovité (Asphodelaceae)                                                                 |
|  |                                                                                              |
|  | \| \| amarylkovité (Amaryllidaceae) \| \| \| \| \| \| chřestovité (Asparagaceae) \| \| \| \| |
|  |                                                                                              |
|  | amarylkovité (Amaryllidaceae)                                                                |
|  |                                                                                              |
|  | chřestovité (Asparagaceae)                                                                   |
|  |                                                                                              |

|  | amarylkovité (Amaryllidaceae) |
|  |                               |
|  | chřestovité (Asparagaceae)    |
|  |                               |

|  | asfodelovité (Asphodelaceae)                                                                 |
|  |                                                                                              |
|  | \| \| amarylkovité (Amaryllidaceae) \| \| \| \| \| \| chřestovité (Asparagaceae) \| \| \| \| |
|  |                                                                                              |
|  | amarylkovité (Amaryllidaceae)                                                                |
|  |                                                                                              |
|  | chřestovité (Asparagaceae)                                                                   |
|  |                                                                                              |

|  | amarylkovité (Amaryllidaceae) |
|  |                               |
|  | chřestovité (Asparagaceae)    |
|  |                               |

|  | asfodelovité (Asphodelaceae)                                                                 |
|  |                                                                                              |
|  | \| \| amarylkovité (Amaryllidaceae) \| \| \| \| \| \| chřestovité (Asparagaceae) \| \| \| \| |
|  |                                                                                              |
|  | amarylkovité (Amaryllidaceae)                                                                |
|  |                                                                                              |
|  | chřestovité (Asparagaceae)                                                                   |
|  |                                                                                              |

|  | amarylkovité (Amaryllidaceae) |
|  |                               |
|  | chřestovité (Asparagaceae)    |
|  |                               |

|  | asfodelovité (Asphodelaceae)                                                                 |
|  |                                                                                              |
|  | \| \| amarylkovité (Amaryllidaceae) \| \| \| \| \| \| chřestovité (Asparagaceae) \| \| \| \| |
|  |                                                                                              |
|  | amarylkovité (Amaryllidaceae)                                                                |
|  |                                                                                              |
|  | chřestovité (Asparagaceae)                                                                   |
|  |                                                                                              |

|  | amarylkovité (Amaryllidaceae) |
|  |                               |
|  | chřestovité (Asparagaceae)    |
|  |                               |

|  | asfodelovité (Asphodelaceae)                                                                 |
|  |                                                                                              |
|  | \| \| amarylkovité (Amaryllidaceae) \| \| \| \| \| \| chřestovité (Asparagaceae) \| \| \| \| |
|  |                                                                                              |
|  | amarylkovité (Amaryllidaceae)                                                                |
|  |                                                                                              |
|  | chřestovité (Asparagaceae)                                                                   |
|  |                                                                                              |

|  | amarylkovité (Amaryllidaceae) |
|  |                               |
|  | chřestovité (Asparagaceae)    |
|  |                               |

|  | ixiolirionovité (Ixioliriaceae)  |
|  |                                  |
|  | šafránovcovité (Tecophilaeaceae) |
|  |                                  |

|  | asfodelovité (Asphodelaceae)                                                                 |
|  |                                                                                              |
|  | \| \| amarylkovité (Amaryllidaceae) \| \| \| \| \| \| chřestovité (Asparagaceae) \| \| \| \| |
|  |                                                                                              |
|  | amarylkovité (Amaryllidaceae)                                                                |
|  |                                                                                              |
|  | chřestovité (Asparagaceae)                                                                   |
|  |                                                                                              |

|  | amarylkovité (Amaryllidaceae) |
|  |                               |
|  | chřestovité (Asparagaceae)    |
|  |                               |

|  | asfodelovité (Asphodelaceae)                                                                 |
|  |                                                                                              |
|  | \| \| amarylkovité (Amaryllidaceae) \| \| \| \| \| \| chřestovité (Asparagaceae) \| \| \| \| |
|  |                                                                                              |
|  | amarylkovité (Amaryllidaceae)                                                                |
|  |                                                                                              |
|  | chřestovité (Asparagaceae)                                                                   |
|  |                                                                                              |

|  | amarylkovité (Amaryllidaceae) |
|  |                               |
|  | chřestovité (Asparagaceae)    |
|  |                               |

|  | asfodelovité (Asphodelaceae)                                                                 |
|  |                                                                                              |
|  | \| \| amarylkovité (Amaryllidaceae) \| \| \| \| \| \| chřestovité (Asparagaceae) \| \| \| \| |
|  |                                                                                              |
|  | amarylkovité (Amaryllidaceae)                                                                |
|  |                                                                                              |
|  | chřestovité (Asparagaceae)                                                                   |
|  |                                                                                              |

|  | amarylkovité (Amaryllidaceae) |
|  |                               |
|  | chřestovité (Asparagaceae)    |
|  |                               |

|  | asfodelovité (Asphodelaceae)                                                                 |
|  |                                                                                              |
|  | \| \| amarylkovité (Amaryllidaceae) \| \| \| \| \| \| chřestovité (Asparagaceae) \| \| \| \| |
|  |                                                                                              |
|  | amarylkovité (Amaryllidaceae)                                                                |
|  |                                                                                              |
|  | chřestovité (Asparagaceae)                                                                   |
|  |                                                                                              |

|  | amarylkovité (Amaryllidaceae) |
|  |                               |
|  | chřestovité (Asparagaceae)    |
|  |                               |

|  | asfodelovité (Asphodelaceae)                                                                 |
|  |                                                                                              |
|  | \| \| amarylkovité (Amaryllidaceae) \| \| \| \| \| \| chřestovité (Asparagaceae) \| \| \| \| |
|  |                                                                                              |
|  | amarylkovité (Amaryllidaceae)                                                                |
|  |                                                                                              |
|  | chřestovité (Asparagaceae)                                                                   |
|  |                                                                                              |

|  | amarylkovité (Amaryllidaceae) |
|  |                               |
|  | chřestovité (Asparagaceae)    |
|  |                               |

|  | asfodelovité (Asphodelaceae)                                                                 |
|  |                                                                                              |
|  | \| \| amarylkovité (Amaryllidaceae) \| \| \| \| \| \| chřestovité (Asparagaceae) \| \| \| \| |
|  |                                                                                              |
|  | amarylkovité (Amaryllidaceae)                                                                |
|  |                                                                                              |
|  | chřestovité (Asparagaceae)                                                                   |
|  |                                                                                              |

|  | amarylkovité (Amaryllidaceae) |
|  |                               |
|  | chřestovité (Asparagaceae)    |
|  |                               |

|  | asfodelovité (Asphodelaceae)                                                                 |
|  |                                                                                              |
|  | \| \| amarylkovité (Amaryllidaceae) \| \| \| \| \| \| chřestovité (Asparagaceae) \| \| \| \| |
|  |                                                                                              |
|  | amarylkovité (Amaryllidaceae)                                                                |
|  |                                                                                              |
|  | chřestovité (Asparagaceae)                                                                   |
|  |                                                                                              |

|  | amarylkovité (Amaryllidaceae) |
|  |                               |
|  | chřestovité (Asparagaceae)    |
|  |                               |

|  | asfodelovité (Asphodelaceae)                                                                 |
|  |                                                                                              |
|  | \| \| amarylkovité (Amaryllidaceae) \| \| \| \| \| \| chřestovité (Asparagaceae) \| \| \| \| |
|  |                                                                                              |
|  | amarylkovité (Amaryllidaceae)                                                                |
|  |                                                                                              |
|  | chřestovité (Asparagaceae)                                                                   |
|  |                                                                                              |

|  | amarylkovité (Amaryllidaceae) |
|  |                               |
|  | chřestovité (Asparagaceae)    |
|  |                               |

|  | Lanariaceae                                                                             |
|  |                                                                                         |
|  | \| \| bičulovité (Asteliaceae) \| \| \| \| \| \| tvrzeňovité (Hypoxidaceae) \| \| \| \| |
|  |                                                                                         |
|  | bičulovité (Asteliaceae)                                                                |
|  |                                                                                         |
|  | tvrzeňovité (Hypoxidaceae)                                                              |
|  |                                                                                         |

|  | bičulovité (Asteliaceae)   |
|  |                            |
|  | tvrzeňovité (Hypoxidaceae) |
|  |                            |

|  | Lanariaceae                                                                             |
|  |                                                                                         |
|  | \| \| bičulovité (Asteliaceae) \| \| \| \| \| \| tvrzeňovité (Hypoxidaceae) \| \| \| \| |
|  |                                                                                         |
|  | bičulovité (Asteliaceae)                                                                |
|  |                                                                                         |
|  | tvrzeňovité (Hypoxidaceae)                                                              |
|  |                                                                                         |

|  | bičulovité (Asteliaceae)   |
|  |                            |
|  | tvrzeňovité (Hypoxidaceae) |
|  |                            |

|  | Lanariaceae                                                                             |
|  |                                                                                         |
|  | \| \| bičulovité (Asteliaceae) \| \| \| \| \| \| tvrzeňovité (Hypoxidaceae) \| \| \| \| |
|  |                                                                                         |
|  | bičulovité (Asteliaceae)                                                                |
|  |                                                                                         |
|  | tvrzeňovité (Hypoxidaceae)                                                              |
|  |                                                                                         |

|  | bičulovité (Asteliaceae)   |
|  |                            |
|  | tvrzeňovité (Hypoxidaceae) |
|  |                            |

|  | Lanariaceae                                                                             |
|  |                                                                                         |
|  | \| \| bičulovité (Asteliaceae) \| \| \| \| \| \| tvrzeňovité (Hypoxidaceae) \| \| \| \| |
|  |                                                                                         |
|  | bičulovité (Asteliaceae)                                                                |
|  |                                                                                         |
|  | tvrzeňovité (Hypoxidaceae)                                                              |
|  |                                                                                         |

|  | bičulovité (Asteliaceae)   |
|  |                            |
|  | tvrzeňovité (Hypoxidaceae) |
|  |                            |

|  | ixiolirionovité (Ixioliriaceae)  |
|  |                                  |
|  | šafránovcovité (Tecophilaeaceae) |
|  |                                  |

|  | asfodelovité (Asphodelaceae)                                                                 |
|  |                                                                                              |
|  | \| \| amarylkovité (Amaryllidaceae) \| \| \| \| \| \| chřestovité (Asparagaceae) \| \| \| \| |
|  |                                                                                              |
|  | amarylkovité (Amaryllidaceae)                                                                |
|  |                                                                                              |
|  | chřestovité (Asparagaceae)                                                                   |
|  |                                                                                              |

|  | amarylkovité (Amaryllidaceae) |
|  |                               |
|  | chřestovité (Asparagaceae)    |
|  |                               |

|  | asfodelovité (Asphodelaceae)                                                                 |
|  |                                                                                              |
|  | \| \| amarylkovité (Amaryllidaceae) \| \| \| \| \| \| chřestovité (Asparagaceae) \| \| \| \| |
|  |                                                                                              |
|  | amarylkovité (Amaryllidaceae)                                                                |
|  |                                                                                              |
|  | chřestovité (Asparagaceae)                                                                   |
|  |                                                                                              |

|  | amarylkovité (Amaryllidaceae) |
|  |                               |
|  | chřestovité (Asparagaceae)    |
|  |                               |

|  | asfodelovité (Asphodelaceae)                                                                 |
|  |                                                                                              |
|  | \| \| amarylkovité (Amaryllidaceae) \| \| \| \| \| \| chřestovité (Asparagaceae) \| \| \| \| |
|  |                                                                                              |
|  | amarylkovité (Amaryllidaceae)                                                                |
|  |                                                                                              |
|  | chřestovité (Asparagaceae)                                                                   |
|  |                                                                                              |

|  | amarylkovité (Amaryllidaceae) |
|  |                               |
|  | chřestovité (Asparagaceae)    |
|  |                               |

|  | asfodelovité (Asphodelaceae)                                                                 |
|  |                                                                                              |
|  | \| \| amarylkovité (Amaryllidaceae) \| \| \| \| \| \| chřestovité (Asparagaceae) \| \| \| \| |
|  |                                                                                              |
|  | amarylkovité (Amaryllidaceae)                                                                |
|  |                                                                                              |
|  | chřestovité (Asparagaceae)                                                                   |
|  |                                                                                              |

|  | amarylkovité (Amaryllidaceae) |
|  |                               |
|  | chřestovité (Asparagaceae)    |
|  |                               |

|  | asfodelovité (Asphodelaceae)                                                                 |
|  |                                                                                              |
|  | \| \| amarylkovité (Amaryllidaceae) \| \| \| \| \| \| chřestovité (Asparagaceae) \| \| \| \| |
|  |                                                                                              |
|  | amarylkovité (Amaryllidaceae)                                                                |
|  |                                                                                              |
|  | chřestovité (Asparagaceae)                                                                   |
|  |                                                                                              |

|  | amarylkovité (Amaryllidaceae) |
|  |                               |
|  | chřestovité (Asparagaceae)    |
|  |                               |

|  | asfodelovité (Asphodelaceae)                                                                 |
|  |                                                                                              |
|  | \| \| amarylkovité (Amaryllidaceae) \| \| \| \| \| \| chřestovité (Asparagaceae) \| \| \| \| |
|  |                                                                                              |
|  | amarylkovité (Amaryllidaceae)                                                                |
|  |                                                                                              |
|  | chřestovité (Asparagaceae)                                                                   |
|  |                                                                                              |

|  | amarylkovité (Amaryllidaceae) |
|  |                               |
|  | chřestovité (Asparagaceae)    |
|  |                               |

|  | asfodelovité (Asphodelaceae)                                                                 |
|  |                                                                                              |
|  | \| \| amarylkovité (Amaryllidaceae) \| \| \| \| \| \| chřestovité (Asparagaceae) \| \| \| \| |
|  |                                                                                              |
|  | amarylkovité (Amaryllidaceae)                                                                |
|  |                                                                                              |
|  | chřestovité (Asparagaceae)                                                                   |
|  |                                                                                              |

|  | amarylkovité (Amaryllidaceae) |
|  |                               |
|  | chřestovité (Asparagaceae)    |
|  |                               |

|  | asfodelovité (Asphodelaceae)                                                                 |
|  |                                                                                              |
|  | \| \| amarylkovité (Amaryllidaceae) \| \| \| \| \| \| chřestovité (Asparagaceae) \| \| \| \| |
|  |                                                                                              |
|  | amarylkovité (Amaryllidaceae)                                                                |
|  |                                                                                              |
|  | chřestovité (Asparagaceae)                                                                   |
|  |                                                                                              |

|  | amarylkovité (Amaryllidaceae) |
|  |                               |
|  | chřestovité (Asparagaceae)    |
|  |                               |

|  | ixiolirionovité (Ixioliriaceae)  |
|  |                                  |
|  | šafránovcovité (Tecophilaeaceae) |
|  |                                  |

|  | asfodelovité (Asphodelaceae)                                                                 |
|  |                                                                                              |
|  | \| \| amarylkovité (Amaryllidaceae) \| \| \| \| \| \| chřestovité (Asparagaceae) \| \| \| \| |
|  |                                                                                              |
|  | amarylkovité (Amaryllidaceae)                                                                |
|  |                                                                                              |
|  | chřestovité (Asparagaceae)                                                                   |
|  |                                                                                              |

|  | amarylkovité (Amaryllidaceae) |
|  |                               |
|  | chřestovité (Asparagaceae)    |
|  |                               |

|  | asfodelovité (Asphodelaceae)                                                                 |
|  |                                                                                              |
|  | \| \| amarylkovité (Amaryllidaceae) \| \| \| \| \| \| chřestovité (Asparagaceae) \| \| \| \| |
|  |                                                                                              |
|  | amarylkovité (Amaryllidaceae)                                                                |
|  |                                                                                              |
|  | chřestovité (Asparagaceae)                                                                   |
|  |                                                                                              |

|  | amarylkovité (Amaryllidaceae) |
|  |                               |
|  | chřestovité (Asparagaceae)    |
|  |                               |

|  | asfodelovité (Asphodelaceae)                                                                 |
|  |                                                                                              |
|  | \| \| amarylkovité (Amaryllidaceae) \| \| \| \| \| \| chřestovité (Asparagaceae) \| \| \| \| |
|  |                                                                                              |
|  | amarylkovité (Amaryllidaceae)                                                                |
|  |                                                                                              |
|  | chřestovité (Asparagaceae)                                                                   |
|  |                                                                                              |

|  | amarylkovité (Amaryllidaceae) |
|  |                               |
|  | chřestovité (Asparagaceae)    |
|  |                               |

|  | asfodelovité (Asphodelaceae)                                                                 |
|  |                                                                                              |
|  | \| \| amarylkovité (Amaryllidaceae) \| \| \| \| \| \| chřestovité (Asparagaceae) \| \| \| \| |
|  |                                                                                              |
|  | amarylkovité (Amaryllidaceae)                                                                |
|  |                                                                                              |
|  | chřestovité (Asparagaceae)                                                                   |
|  |                                                                                              |

|  | amarylkovité (Amaryllidaceae) |
|  |                               |
|  | chřestovité (Asparagaceae)    |
|  |                               |

|  | asfodelovité (Asphodelaceae)                                                                 |
|  |                                                                                              |
|  | \| \| amarylkovité (Amaryllidaceae) \| \| \| \| \| \| chřestovité (Asparagaceae) \| \| \| \| |
|  |                                                                                              |
|  | amarylkovité (Amaryllidaceae)                                                                |
|  |                                                                                              |
|  | chřestovité (Asparagaceae)                                                                   |
|  |                                                                                              |

|  | amarylkovité (Amaryllidaceae) |
|  |                               |
|  | chřestovité (Asparagaceae)    |
|  |                               |

|  | asfodelovité (Asphodelaceae)                                                                 |
|  |                                                                                              |
|  | \| \| amarylkovité (Amaryllidaceae) \| \| \| \| \| \| chřestovité (Asparagaceae) \| \| \| \| |
|  |                                                                                              |
|  | amarylkovité (Amaryllidaceae)                                                                |
|  |                                                                                              |
|  | chřestovité (Asparagaceae)                                                                   |
|  |                                                                                              |

|  | amarylkovité (Amaryllidaceae) |
|  |                               |
|  | chřestovité (Asparagaceae)    |
|  |                               |

|  | asfodelovité (Asphodelaceae)                                                                 |
|  |                                                                                              |
|  | \| \| amarylkovité (Amaryllidaceae) \| \| \| \| \| \| chřestovité (Asparagaceae) \| \| \| \| |
|  |                                                                                              |
|  | amarylkovité (Amaryllidaceae)                                                                |
|  |                                                                                              |
|  | chřestovité (Asparagaceae)                                                                   |
|  |                                                                                              |

|  | amarylkovité (Amaryllidaceae) |
|  |                               |
|  | chřestovité (Asparagaceae)    |
|  |                               |

|  | asfodelovité (Asphodelaceae)                                                                 |
|  |                                                                                              |
|  | \| \| amarylkovité (Amaryllidaceae) \| \| \| \| \| \| chřestovité (Asparagaceae) \| \| \| \| |
|  |                                                                                              |
|  | amarylkovité (Amaryllidaceae)                                                                |
|  |                                                                                              |
|  | chřestovité (Asparagaceae)                                                                   |
|  |                                                                                              |

|  | amarylkovité (Amaryllidaceae) |
|  |                               |
|  | chřestovité (Asparagaceae)    |
|  |                               |

## Popis
Jsou to převážně vytrvalé byliny, často s cibulemi, hlízami či oddenky. Ale někdy mohou být i stromkovitého charakteru s atypickým druhotným tloustnutím, viz třeba žlutokap. Značně jsou mezi nimi zastoupeny sukulenty, jako agáve, aloe aj., zato vodních rostlin je zde málo. Listy jsou jednoduché, často v přízemních nebo vrcholových růžicích, čepele jsou převážně čárkovité až kopinaté, méně často jiného tvaru, žilnatina je převážně souběžná. Někdy mohou být listy funkčně nahrazeny fylokladii, viz třeba chřest nebo listnatec. Květy se nejčastěji skládají ze 6 okvětních lístků, tyčinek bývá nejčastěji 6, gyneceum se skládá ze 3 plodolistů, semeník může být svrchní i spodní. Plodem je nejčastěji tobolka, méně bobule aj.

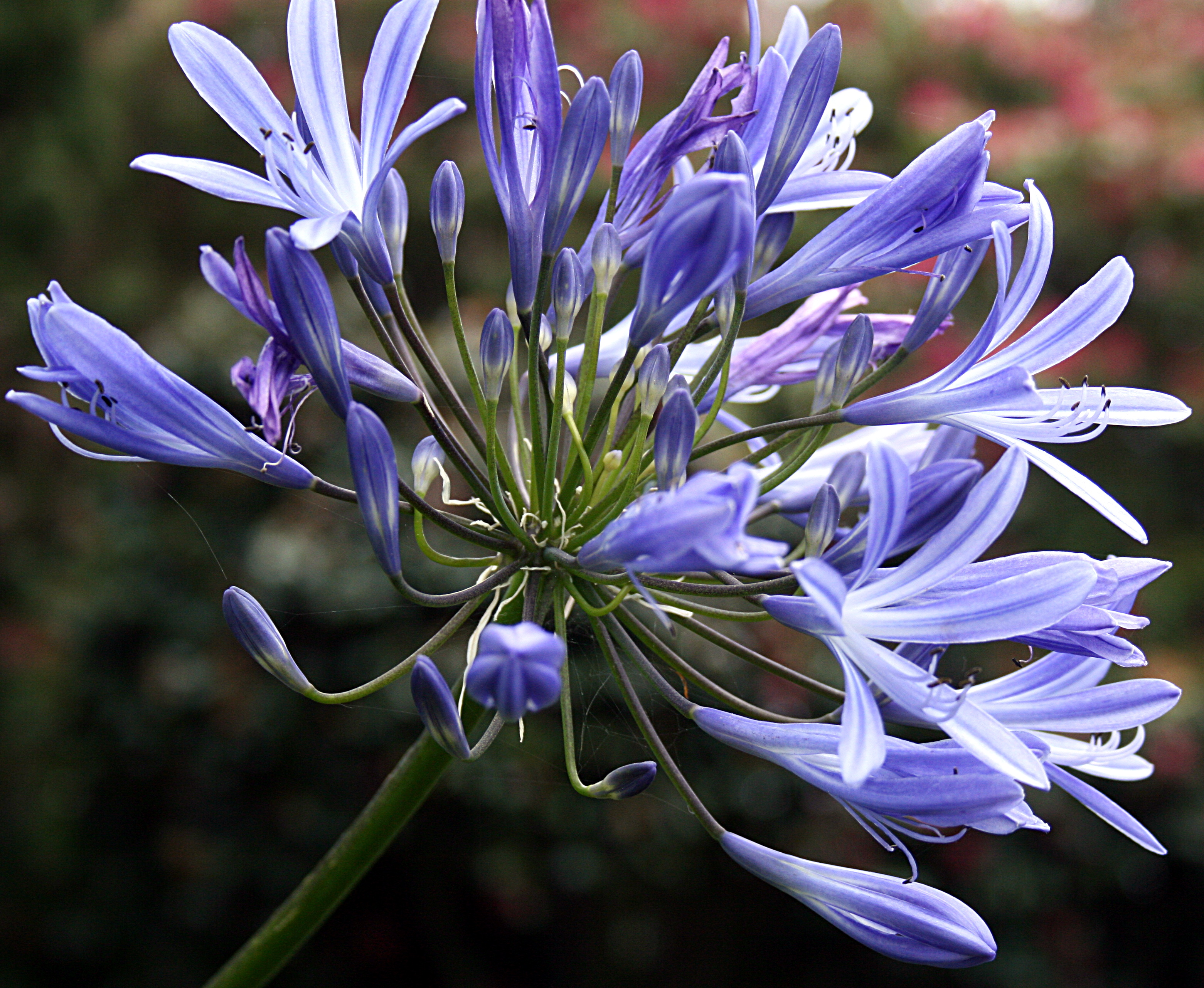
Agapanthus africanus
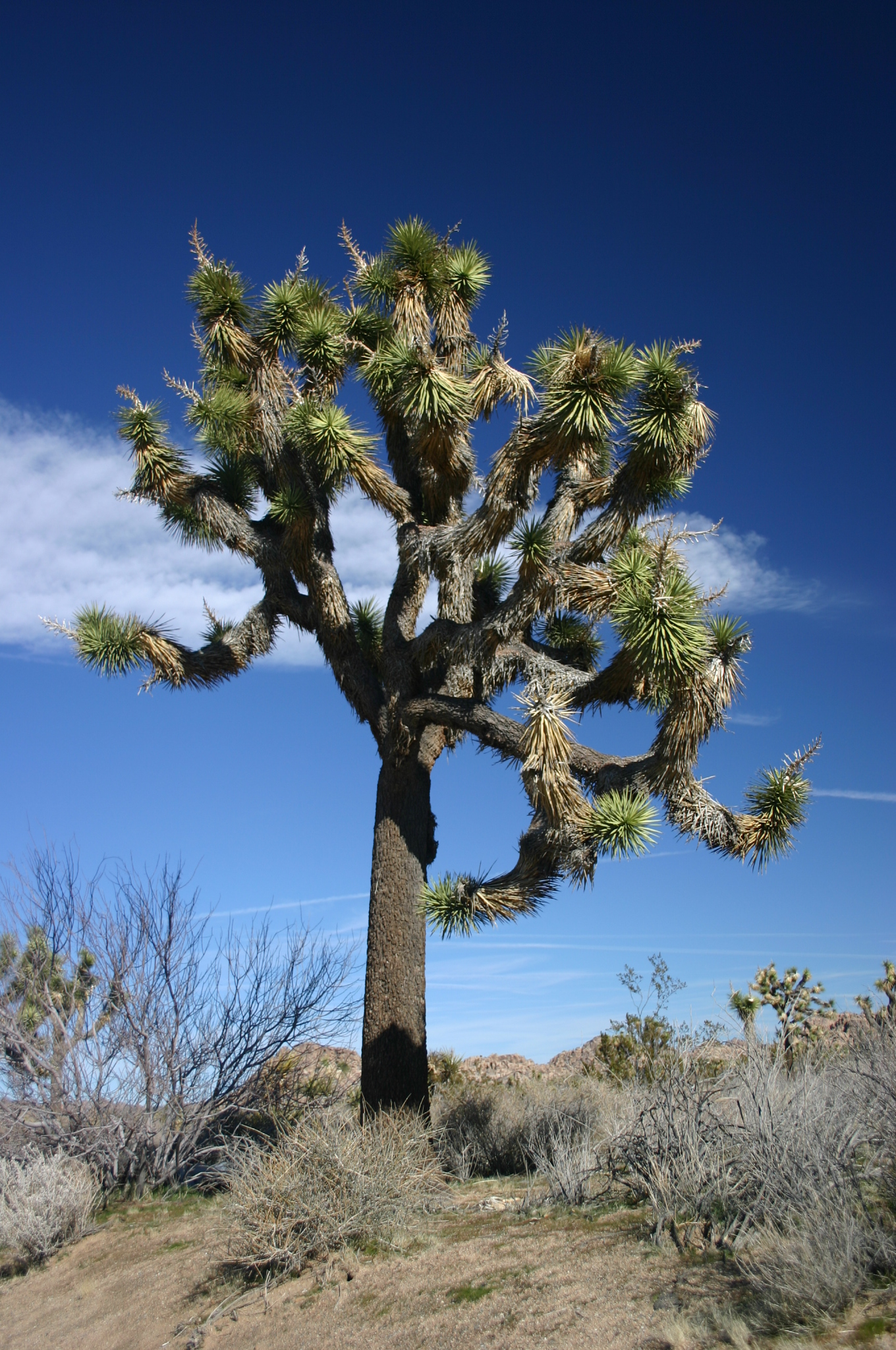
Yucca brevifolia
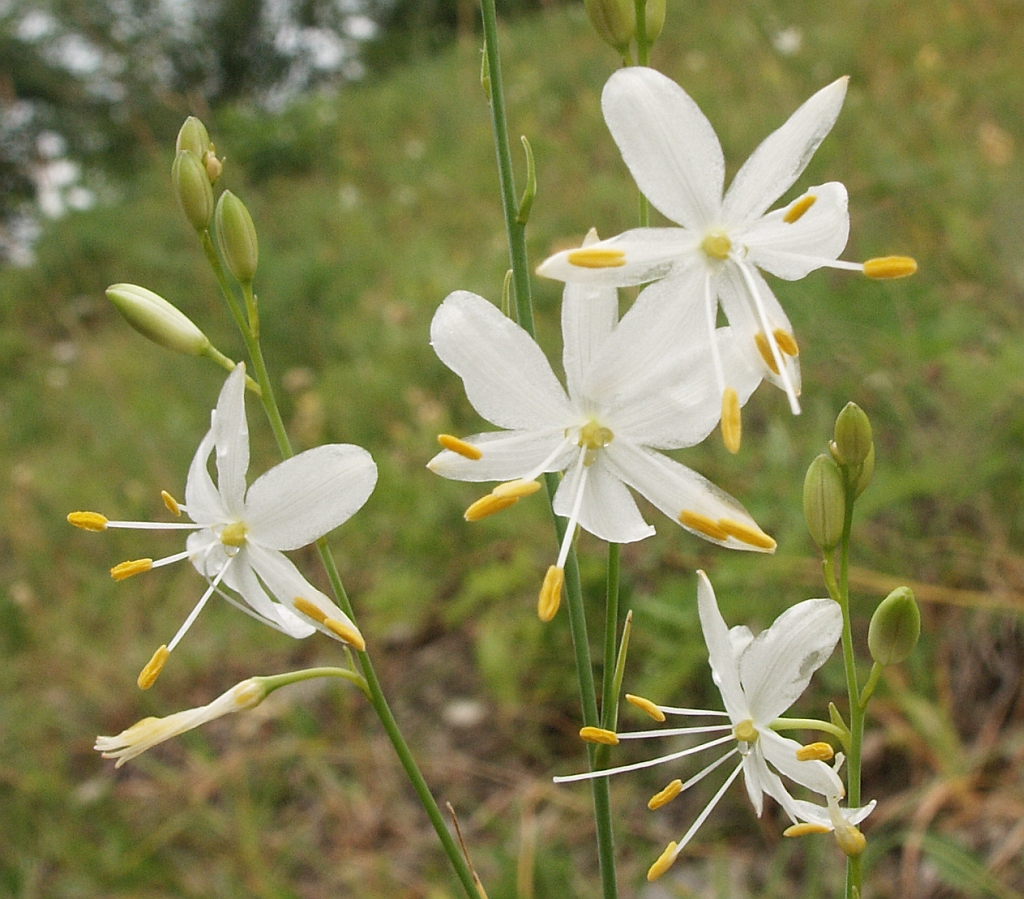
Anthericum ramosum
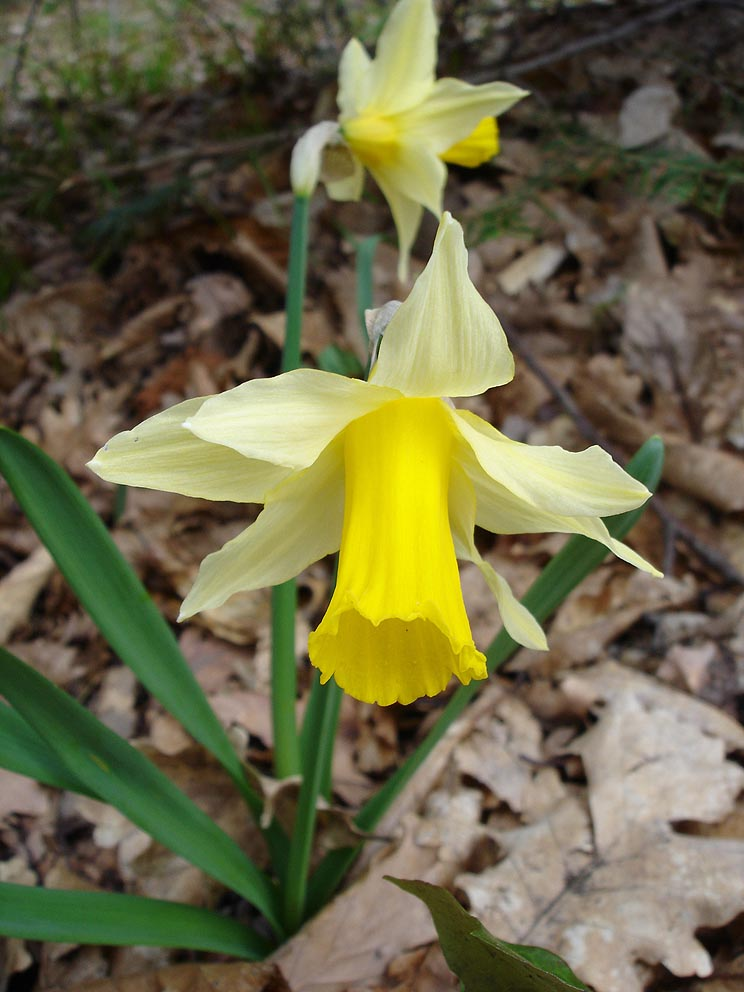
Narcissus pseudonarcissus

## Přehled čeledí
- amarylkovité (Amaryllidaceae), včetně Agapanthaceae, Alliaceae
- bičulovité (Asteliaceae)
- blandfordiovité (Blandfordiaceae)
- boriovité (Boryaceae)
- hůlovcovité (Doryanthaceae)
- chřestovité (Asparagaceae), včetně Agavaceae, Aphyllanthaceae, Hesperocallidaceae, Hyacinthaceae, Laxmanniaceae, Ruscaceae, Themidaceae
- ixiolirionovité (Ixioliriaceae)
- kosatcovité (Iridaceae)
- Lanariaceae
- šafránovcovité (Tecophilaeaceae)
- tvrzeňovité (Hypoxidaceae)
- vstavačovité (Orchidaceae)
- asfodelovité (Asphodelaceae), včetně Asphodelaceae, Hemerocallidaceae
- Xeronemataceae[2][3]